# Крашковиці
Крашковиці (пол. Kraszkowice) — село в Польщі, у гміні Вешхляс Велюнського повіту Лодзинського воєводства.
Населення — 1088 осіб (2011).
У 1975-1998 роках село належало до Серадзького воєводства.

## Демографія
Демографічна структура станом на 31 березня 2011 року:
|          | Загалом | Допрацездатний вік | Працездатний вік | Постпрацездатний вік |
| -------- | ------- | ------------------ | ---------------- | -------------------- |
| Чоловіки | 543     | 110                | 359              | 74                   |
| Жінки    | 545     | 107                | 297              | 141                  |
| Разом    | 1088    | 217                | 656              | 215                  |